# 복식 호흡

복식호흡(腹式呼吸, abdominal breathing), 횡격막호흡(diaphragmatic breathing) 또는 심호흡(deep breathing)은 흉식호흡과 함께 호흡 방식 중 하나이다. 복식호흡은 숨 쉴 때마다 배가  외형상 부풀다가 가라앉는 것처럼 보인다. 이러한 모습은 폐를 감싸는 가슴쪽보다는 횡격막의 수축과 팽창에 있어서  배를 주로  사용함으로써 배의 움직임이 보다 눈에 띄게 된다. 장거리 달리기를 할 때도 유용한 면이 있다.

## 복식호흡
흉식호흡이나 복식호흡 모두 횡경막의 역할은 중요하나 각각의 장단점을 고려하였을 때 복식호흡은 보다 밀접하게 횡격막의 움직임에 관여할 수 있으며 보다 가슴의 무리를 덜 수 있도록 유도할 수 있다. 그러나 이것은  한편으로는 흉식호홉을 통한 폐활량의 활동 범주를 광범위하게 조절할 수 있는 기능의 저하를 수반하는 것을 감안해야한다.
이러한 복식호흡의 중요성은 안정된 복식호흡 과정에서 어깨 및 가슴의 힘을 뺌으로써 전신에 미치는 이완 효과를 볼 수 있는 것으로 알려져 있다.

## 숨 쉴 때 장기내부 모습
- 들이쉴 때
  - 가슴과 배의 사이의 아래에 위치한 횡격막(가로막)이 아래로 내려간다.
- 내쉴 때
  - 가슴과 배 사이의 아래에 위치한 횡격막(가로막)이 위로 올라간다.

## 같이 보기
- 순환호흡
- 과호흡증후근
- 심호흡
- 체계적 둔감화